# James Watt
Pour les articles homonymes, voir Watt (homonymie).
James Watt, né le 19 janvier 1736 à Greenock en Écosse et mort le 25 août 1819 à Heathfield Hall, dans sa maison à Handsworth (localité maintenant intégrée à Birmingham, en Angleterre) est un ingénieur écossais dont les améliorations sur la machine à vapeur furent une des étapes clé dans la révolution industrielle. Il a animé la Lunar Society de Birmingham. En hommage à ses recherches, le watt (symbole W), a été donné à l'Unité internationale de puissance, ou de flux énergétique (dont le flux thermique).

## Biographie
James Watt est né le 19 janvier 1736 à Greenock, petite ville portuaire d'Écosse. Son père, charpentier de marine, était aussi propriétaire de bateaux, entrepreneur et occupait une fonction dans la magistrature municipale. Sa mère, Agnes Muirhead, venait d'une famille distinguée et elle était instruite. Tous les deux étaient des presbytériens et des covenantaires convaincus. James Watt était principalement instruit par sa mère dans la demeure de ses parents. Il faisait montre d'une grande dextérité manuelle et d'une aptitude pour les mathématiques, tandis que les langues grecque et latine lui déplaisaient.
- 1736 : naissance à Greenock, en Écosse le 19 janvier.
- 1750 : une centaine de machines de Thomas Newcomen fonctionnent en Angleterre[2].
- 1754 : il apprend la fabrication d’instruments scientifiques à Londres avant de retourner à Glasgow.
- 1763 : en tant que fabricant d’instruments à l’université de Glasgow, il répare une machine à vapeur de Newcomen ce qui l’amène à réfléchir aux moyens d’améliorer la machine.
- 1765 : 
  - en se promenant dans le parcours de golf du parc Glasgow Green, l’idée lui vient d'une chambre de condensation séparée pour les machines à vapeur ;
  - son ami et professeur à l'université de Glasgow, le chimiste Joseph Black (1728-1799), découvreur de la chaleur latente de la vapeur d'eau investit dans l'entreprise ;
  - Joseph Black lui présente le savant et industriel John Roebuck qui propose de l'aider financièrement et industriellement en échange d'une participation des deux-tiers du capital. John Roebuck avait creusé une mine de charbon subissant des ruissellements d'eau qui génèrent un niveau d'humidité tel que la machine brevetée par Thomas Newcomen en 1712 ne suffisait pas pour évacuer l'eau et il s'intéressa pour cette raison à la machine de James Watt[3].
- 1767 : arpenteur du canal de Forth et Clyde.
- 1768 : il accepte la proposition de John Roebuck, qui se retrouve cependant en difficultés financières dès 1772[4].
- 1769 : il fait breveter la chambre de condensation séparée pour sa machine à vapeur.
- 1774 : il crée une entreprise à Soho, près de Birmingham, pour produire sa machine à vapeur améliorée.
- 1775 : Matthew Boulton rachète les 66 % du capital détenus par John Roebuck, alors en difficulté financière dans une manufacture de sulfate de fer créée pour approvisionner en produits blanchissants les fabricants de vêtements en lin.
- 1781 : il fait breveter l’engrenage épicycloïdal inventé par William Murdoch pour convertir un mouvement vertical en mouvement de rotation.
- 1782 : il invente la machine à double action consistant à envoyer la vapeur alternativement de part et d'autre du piston.
- 1784 : il fait breveter une locomotive à vapeur.
- 1788 : il adapte le régulateur à boules pour l'utiliser sur la machine à vapeur[5],[6].
- 1800 : environ 500 machines à vapeur de James Watt sont en service[7].
- 1819 : il meurt le 25 août à Heathfield Hall

## Ses avancées technologiques

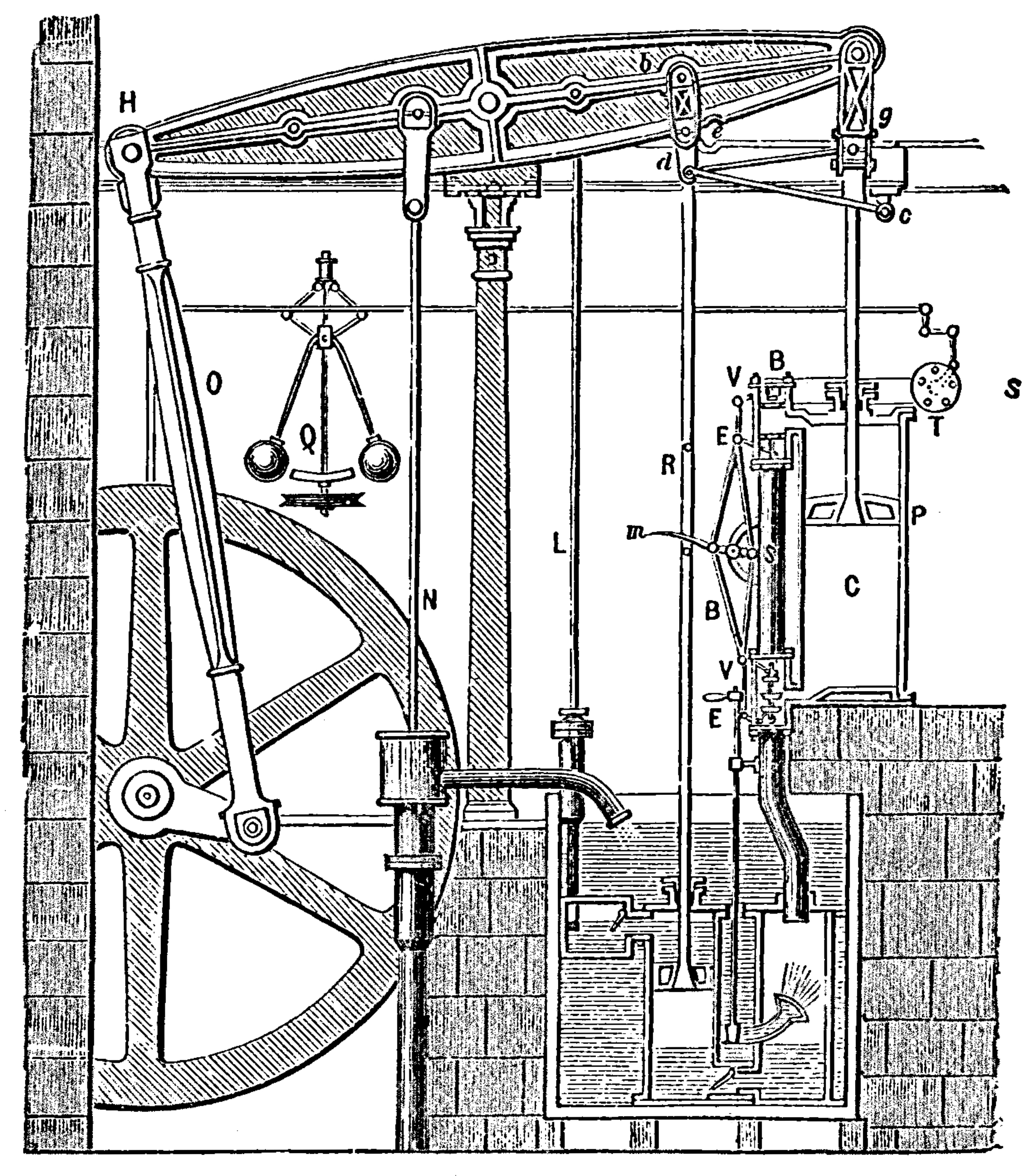
La machine à vapeur conçue par Boulton & Watt, dessin de 1784.

James Watt a adapté le régulateur à boules — déjà utilisé pour la régulation des moulins à vent et à eau — pour assurer la régulation de la vitesse d’une machine à vapeur. Il rajoute la jonction à mouvement parallèle qui convertit un mouvement circulaire en mouvement vertical et le diagramme indicateur de vapeur pour mesurer la pression de la vapeur dans le cylindre pendant le cycle de fonctionnement de la machine, montrant ainsi son efficacité.
Watt a grandement contribué à la transformation de la machine à vapeur embryonnaire en un moyen de production d’énergie fiable et économique. Il a d'abord mis en évidence que la machine à vapeur de Newcomen gâchait presque trois quarts de l’énergie de la vapeur en chauffant et refroidissant le piston et la chambre à chaque cycle. Watt a développé une chambre de condensation séparée ce qui, en évitant de refroidir les parois de la chambre, a augmenté significativement l’efficacité. Des améliorations supplémentaires (isolation du cylindre de vapeur, la machine à double action, un compteur, l’indicatrice et une soupape de commande de puissance) ont fait de la machine à vapeur l’œuvre de sa vie.
Watt était opposé à l’utilisation de la vapeur à haute pression et certains considèrent qu’il a freiné le développement technique de la machine à vapeur par d’autres ingénieurs, jusqu’à ce que ses brevets expirent en 1800. En particulier l’interdiction faite à son employé William Murdoch de travailler avec de la vapeur à haute pression pour ses expérimentations sur la locomotive à vapeur aurait retardé le développement et l’application de cette invention. Avec l’aide de son associé Matthew Boulton (cofondateur de l'entreprise Boulton & Watt), il s’est battu contre des ingénieurs rivaux comme Jonathan Hornblower qui essayait de développer des machines qui échapperaient à ses brevets généraux. Boulton s’est avéré excellent homme d’affaires et les deux hommes ont fini par faire fortune.
Il a introduit une unité appelée le cheval-vapeur pour comparer la puissance fournie par les machines à vapeur, sa version de l’unité étant équivalente à 550 livres-pied par seconde (1 cheval - unité de puissance - est égal à 736 watts).
Watt a également inventé plusieurs autres équipements, un appareil pour copier les lettres par procédé offset n’étant pas la moindre.

## Controverse
Le statut de Watt comme véritable inventeur de certains des nombreux principes et inventions pour lesquels il a déposé des brevets est sujet à controverse. Il a en particulier bénéficié des recherches des chimistes Joseph Black et John Roebuck (1718-1794).
Il avait pour habitude (à partir des années 1780 environ), soit de déposer des brevets vagues, soit de s’approprier, quand il en avait connaissance, les idées d’autres personnes en déposant des brevets avec l’intention que l’invention lui fût créditée, et s’assurant que personne d’autre ne pût travailler dans un domaine particulier. Comme il le dit dans une lettre adressée à Boulton le 17 août 1784 :

« J’ai donné pour les moteurs de chariots les descriptions que je pouvais, en fonction du temps et de l’espace que je pouvais m’autoriser ; mais c’est très imparfait et ne peut servir qu’à empêcher d’autres gens de déposer des brevets similaires. »

Deux exemples de cette pratique sont le dépôt d’un brevet pour l’engrenage soleil et planète en 1781 et le dépôt d’un brevet pour une locomotive à vapeur en 1784, alors que c’est son employé William Murdoch qui est à l’origine de ces deux inventions.

## Son héritage

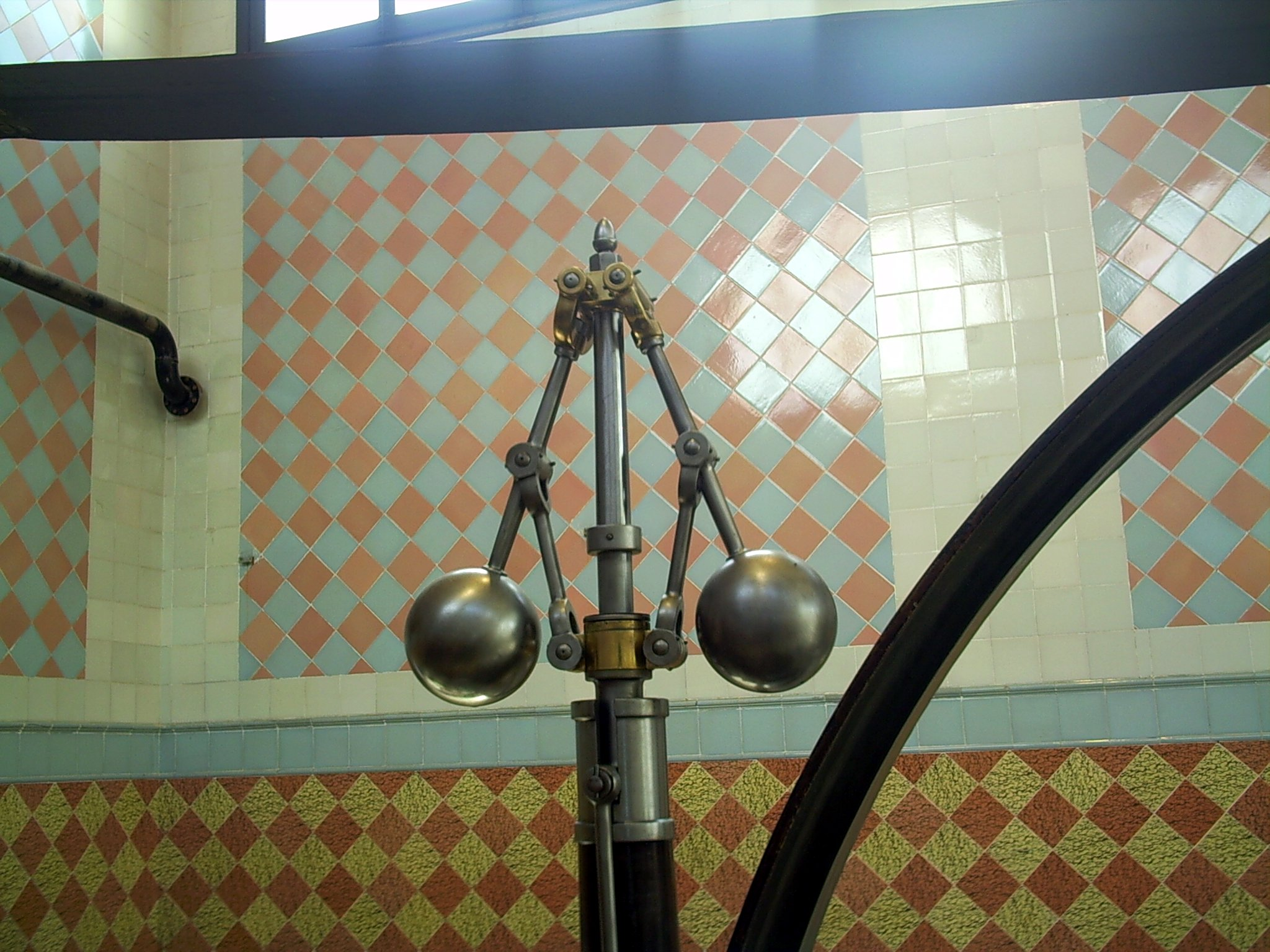
Régulateur de Watt, exposé au Musée des sciences et techniques de Catalogne.

La machine à vapeur conçue par James Watt a permis de passer d’une machine d’usage limité à une machine efficace aux nombreuses applications. Ce fut la source d’énergie principale de la révolution industrielle naissante, dont elle a considérablement accru la capacité de production. Avant elle, l’énergie était d'origine humaine ou animale, et, pour certaines activités (mines, travail des métaux, tissages, minoteries), hydraulique ou éolienne. Elle fut également essentielle pour les progrès qui ont suivi dans le domaine des transports, comme le bateau à vapeur et surtout le chemin de fer, avec le quasi-monopole des locomotives à vapeur jusque dans la seconde moitié du XXe siècle.

## Commémoration

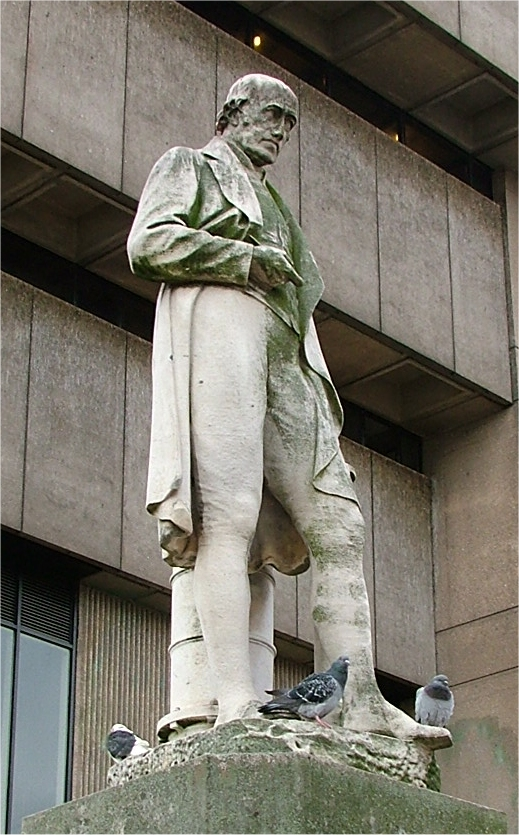
Statue de Watt sur Chamberlain Square devant la Birmingham Central Library (bibliothèque) à Birmingham. Œuvre d'Alexander Munro, 1868.

Watt fut enterré près de St. Mary’s Church, Handsworth, à Birmingham. Une extension ultérieure de l’église, par-dessus sa tombe, fait que sa sépulture se trouve maintenant à l’intérieur de l’église.
L’unité de puissance du SI, le watt, porte son nom.
À Birmingham, son souvenir est rappelé par les Moonstones (des mémoriaux), deux statues individuelles, et une statue de William Bloye le représentant en compagnie de Boulton et Murdoch, et par une école portant son nom.
Quatre facultés portent son nom en Écosse, la faculté James Watt à Kilwinning (Campus North Ayrshire) et Greenock (deux à Greenock, le Campus Finnart et le Campus Waterfront) et un campus à Largs, ainsi que l’université Heriot-Watt à Édimbourg. En Écosse, se trouve une statue de Watt sur George Square à Glasgow.
La demeure de Matthew Boulton est maintenant un musée, le Soho House, commémorant l’œuvre des deux hommes.
De nombreuses routes ou rues portent le nom de James Watt dans le Royaume-Uni. Une rue de Paris porte son nom depuis 1867. Une rue porte son nom à Bruxelles.
L'astéroïde (11332) Jameswatt a été nommé en son hommage.